# Nokia 3310 (2017)
Il Nokia 3310 (versione 2017) è un telefono cellulare a marchio Nokia, prodotto da HMD Global e annunciato il 26 febbraio 2017 al Mobile World Congress di Barcellona, come un revival del celebre Nokia 3310 (versione 2000) venduto in 126 milioni di esemplari dal 2000 al 2005.

## Caratteristiche tecniche

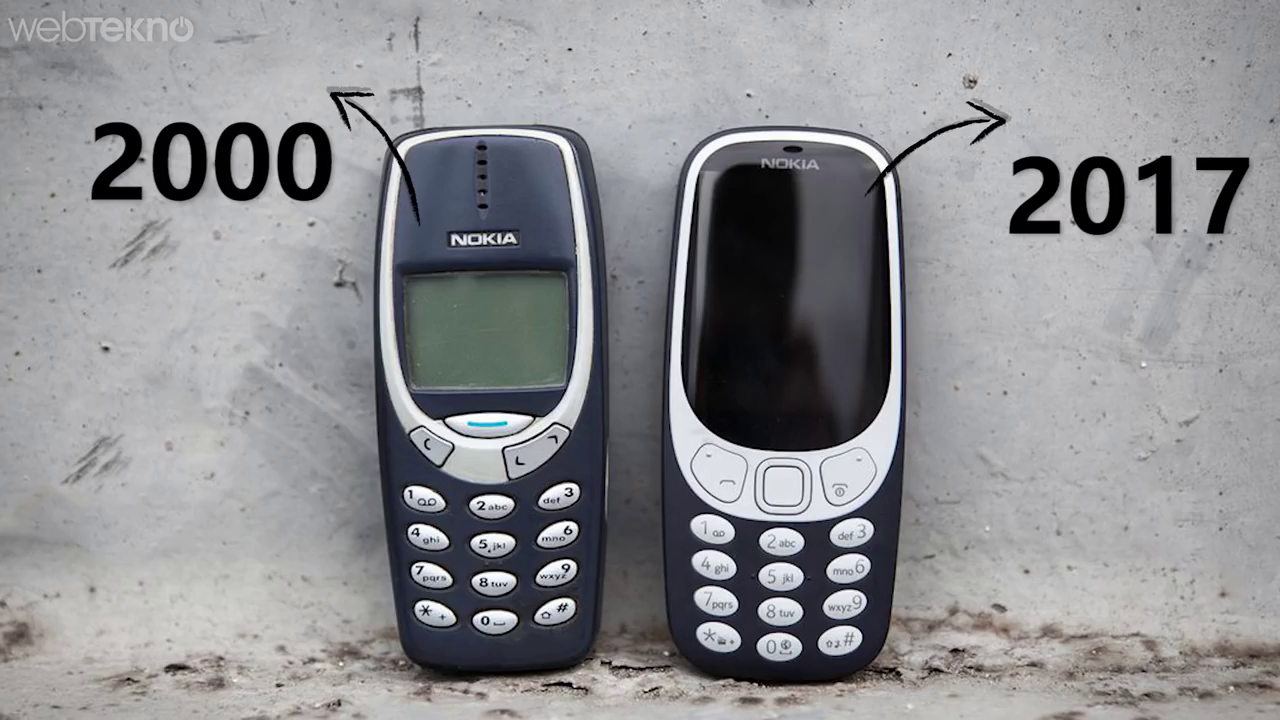
Confronto tra il modello 2000 (modello originale) e il modello 2017 (modello moderno).

Il telefono è caratterizzato da un design che ricorda il 3310, ha una cover posteriore in policarbonato rimovibile per accedere alla batteria agli ioni di litio removibile da 1200 mAh (che secondo Nokia può durare fino a 22 ore in chiamata e fino a 31 giorni in standby), alla SIM (o alle due SIM nella versione Dual SIM) e allo slot microSD che consente di espandere la memoria interna di 16 MB fino a 32 GB.
Ha il 2G GSM 900/1800 e la navigazione in internet è consentita dal browser Opera Mini fino al 2.75G EDGE, il Bluetooth 3.0 con A2DP e SLAM, la radio FM integrata, una porta Micro-USB 2.0 e un jack audio da 3,5 millimetri.
Nel 3310 è presente uno schermo da 2,4" QVGA polarizzatore a colori mentre nella versione 2000 è monocromatico, una tastiera fisica, un'unica fotocamera, posteriore, da 2 megapixel con flash LED e riproduzione video a 240p. Inoltre è presente un riproduttore di file audio e video.
A livello software il dispositivo è dotato del sistema operativo Nokia Serie 30+.

### Nokia 3310 3G
A fine settembre 2017 viene annunciata la versione dotata di protocollo 3G, volta ad incrementare le vendite del 3310 (2017), dato che il protocollo 2G ormai è superato e molti paesi lo stanno disattivando permanentemente.

### Nokia 3310 4G
A gennaio 2018 viene annunciata la versione dotata di protocollo 4G, che rispetto alla versione originale ha anche il sistema operativo YunOS, il WiFi 802.11 b/g/n, il Bluetooth in versione 4.0 anziché 3.0, i tagli di memoria da 256 MB di RAM e 512 MB di memoria interna (espandibile) e il supporto ad app di messaggistica come WhatsApp e Messenger.

## Vendite
Il 3310 viene venduto al prezzo di 49 euro, aumentati a 59 euro sul sito ufficiale Nokia. In Paesi come l'Australia e Singapore, dove si sta disattivando il 2G, il 3310 può essere utilizzato solo nelle versioni 3G e 4G.